# レッツ・ドゥ・イット・アゲイン
「レッツ・ドゥ・イット・アゲイン」（Let's Do It Again）は、ザ・ステイプル・シンガーズが1975年に発表した楽曲。

## 概要
作詞作曲、プロデュースはカーティス・メイフィールド。シドニー・ポワチエとビル・コスビーが出演した同名の映画（邦題『シドニー・ポワチエ / 一発大逆転』。1975年10月公開）の挿入歌として作られた。1975年10月13日にシングルA面曲として発売された。B面は「アフター・セックス」。同じ頃発売されたサウンドトラックのアルバムに収録されている。
同年12月27日付のビルボード・Hot 100で1位を獲得した。また、ビルボードのソウル・チャートで2週連続で1位を獲得した。
ジョージ・ベンソンが1988年にカバーを行っている。